# 1793

## Събития
- 21 януари – В Париж е гилотиниран Луи XVI, крал на Франция и Навара
- 16 октомври – В Париж е гилотинирана Мария-Антоанета, съпруга на Луи XVI

## Родени
- Георгиос Ласанис,
- Неофит Рилски, български просветител
- 19 април – Фердинанд I, австрийски император

## Починали
- 3 ноември -- Олимпия дьо Гуж, френска писателка
- 21 януари – Луи XVI, крал на Франция и Навара
- 6 февруари – Карло Голдони, драматург
- 13 юли – Жан-Пол Марат,
- 17 юли – Шарлот Корде,
- 16 октомври – Мария-Антоанета, кралица на Франция и Навара
- 8 декември – Мадам дю Бари, френска благородничка, кралска фаворитка, гилотинирана от френските революционери републиканци